# ایزلفینگ
ایزلفینگ (به آلمانی: Eiselfing) یک شهر در آلمان است که در بایرن واقع شده‌است.

## خصوصیات
ایزلفینگ ۳۴٫۸۷ کیلومترمربع مساحت دارد ۴۷۰ متر بالاتر از سطح دریا واقع شده‌است.